# Оперон
Оперон је у генетици функционална јединица регулације генетичке активности која се састоји из промотора, оператора и једног или више индуцибилних структурних гена који се налазе под контролом регулаторних елемената. Присуство оперона је показано код прокариота и код неких нематода. Нису сви гени организовани у опероне, јер конститутивни гени не подлежу репресији активности (бар не под нормалним условима, мада су сви гени у извесној мери подложни регулацији активности у складу са стимулусима који делују на ћелију). Открили су их Франсоа Жакоб и Жак Моно код бактерије Escherichia coli. На основу досадашњих истраживања, извесно је да гени еукариота нису организовани у опероне, те да је регулација генске активности код њих знатно комплекснији процес који се одвија у више нивоа.

## Промоторни део
Промоторни део гена садржи секвенцу кода коју у процесу тракнскрипције препознаје РНК полимераза, за промоторни део се везује и започиње процес синтезе иРНК која кодира след аминокиселина за потребни протеин. Постојање сигма-фактора који допуњује РНК полимеразу до холоензима омогућава селективност везивања за тачан део кода - промотор, па самим тим спречава насумично транскрибовање. Суштински, промоторни део служи као ознака почетка кода за извесни протеин.

## Операторски део
Операторски део оперона је задужен за интеракцију са ефекторским компонентама - специфичним протеинима који било стимулишу транскрипцију (индуктори) или је спречавају (репресори). Операторски део се налази низводно од промотора (међутим, сматра се делом промоторног региона) али испред структурног гена што значи да РНК полимераза мора да прође операторски део пре него што отпочне преписивање. Ово оставља простора да се везивањем конформационо специфичних компонената спречи пролазак РНК полимеразе па самим тим и спречи транскрипција.

## Регулација генске активности путем оперона
У зависности од природе ефектора, оперони могу бити индуктибилни и репресибилни оперони. Сваки тип може да се регулише позитивно и негативно. Код индуктибилних оперона, базичан степен транскрипције је јако мало или непостојећи и примарно је реч о оперонима који садрже гене који кодирају протеине који у нормалним условима средине нису потребни за нормално функционисање ћелије. С друге стране, репресибилни оперони су они који садрже структурни ген који се нормално транскрибује са великом учесталошћу, али је овај процес потребно редуковати у случају присуства протеина у средини чиме је синтетисање нерационално.

### Индуктибилни оперони
Најбољи, а уједно и први откривени, пример индуктибилног оперона је лактонски оперон код E. coli. E. coli је веома прилагодљива бактерија која живи у најразличитијим, па и веома екстремним условима средине. Ипак, она се примарно храни глукозом. У експериментима које су Жакоб и Моно изводили in vitro, бактерије ове врсте су уношене на подлогу богату лактозом а лишену глукозе. Примећено је да су бактерије успевале и на оваквој подлози. Објашњење лежи у способности E. coli да по потреби синтетише лактазу која јој омогућава коришћење лактозе као енергетског извора.
Лактонски оперон (lac оперон) састоји се од гена регулатора који кодира репресорни молекул (Lac I), промоторног места, операторског места и три гена који кодирају ензиме битне за метаболизам лактозе (Lac Z, Lac Y, Lac A). Када се ћелија налази у условима богатим глукозом која представља примарну храну ове бактерије, за промоторно место је везан репресорни молекул и транскрипције нема.
Код негативне регулације  оперона, присуство индуктора - глукозе - условљава њено везивање за репресорни молекул што доводи до конформационих промена. Ове промене ремете специфичност геометрије репресорног молекула и онемогућавају да остане везан за промотор. За промотор ослобођен репресорног молекула сада може да се веже РНК полимераза и овако се успоставља базичан ниво транксрипције у присуству лактозе.
Код позитивне регулације  оперона, уколико су повећане концентрације лактозе повезане са ниским концентрацијама глукозе долази до стимулисања транскрипције гена за синтезу ензима метаболизма лактозе. Механизам ових промена је следећи: концентрације глукозе и цикличног аденозин монофосфата (cAMP) су међусобно спрегнуте - умањена концентрација глукозе условљава повишену концентрацију cAMP. Специфичан CAP протеин који може да повећа општи степен транскрипције може да се веже за промоторно место само уколико образује комплекс са cAMP. Повећани нивои cAMP ово омогућавају те овако образован комплекс стимулише даљу транскрипцију.

### Репресибилни оперони
Код E. coli је даљим проучавањима откривен и механизам регулације генске активности путем репресибилних оперона. Најбољи пример за то је триптофански оперон који се састоји из регулаторних елемената, пет структурних гена и гена који кодира репресорни молекул. У овом случају ефекторски молекул - триптофан - се понаша као корепресор. Наиме, када се у ћелији налази мала концентрација аминокиселине триптофан, РНК полимераза може несметано да се везује за промоторни регион и врши преписивање. При вишим концентрацијама триптофана пак, он сам регулише престанак даље синтезе делујући као корепресор - везују се за репресорни молекул мењајући му конформацију, при чему је формирани комплекс стереоспецифичан и има афинитет да се веже за операторски део оперона (способност коју сам репресорни молекул није имао). Овиме се степен транскрипције смањује и спречава се стварање непотребно великих количина триптофана.